# Bellator MMA
Bellator MMA, mais conhecido como Bellator, foi uma organização de artes marciais mistas (MMA) localizada nos Estados Unidos, a segunda maior do país. Com sede em Newport Beach, na Califórnia, a empresa foi formada em 2008 pelo presidente e CEO Bjorn Rebney.
Os eventos ao vivo foram transmitidos pela Paramount Network nos EUA. No Brasil, os eventos foram transmitidos pelo Grupo Globo, através dos canais SporTV e Combate, tendo sido mostrado antes pelos canais ESPN, Fox Sports Brasil e Esporte Interativo. .
"Bellator" é uma palavra em latim, cujo significado é "Guerreiro". 

## História
Em sua primeira temporada, Bellator transmitiu suas lutas nos Estados Unidos através de um acordo exclusivo com a emissora ESPN Deportes. As suas lutas também são transmitidas a vários países ao redor do mundo através de acordos com várias outras emissoras. Devido ao sucesso alcançado na primeira temporada, Bellator teve sua segunda temporada no dia 8 de abril de 2010 com audiência maior do que a primeira temporada, com transmissão da NBC, FOX Sports, Telemundo, Mun2 e The Score.
Em dezembro de 2010, foi anunciado que o Bellator havia assegurado um acordo de TV para o exibir seus eventos ao vivo no canal FX com início em 2011,  mas o contrato não se findou. Mais tarde no mesmo mês, o Bellator anunciou que iria exibir suas lutas então nos canais MTV2 e Tr3s.
Vale destacar que no presente momento há nove cinturões na organização, um para cada divisão.  Atualmente há 5 cinturões pertencem a brasileiros.
Em 2024, o Bellator foi adiquirido pela Professional Fighters League, e em 2025 teve seus eventos encerrados e seus atletas incorporados à PFL.

## Regras

### Divisões de peso
- Mosca (Flyweight) - 56,7 kg (125 lbs)
- Galo (Bantamweight) - 61,2 kg (135 lbs)
- Pena (Featherweight) - até 65,8 kg (145 lbs)
- Leve (Lightweight) - até 70,3 kg (155 lbs)
- Meio-Médio (Welterweight) - até 77,1 kg (170 lbs)
- Médio (Middleweight) - até 83,9 kg (185 lbs)
- Meio-Pesado (Light Heavyweight) - até 93,0 kg (205 lbs)
- Pesado (Heavyweight) - até 120,2 kg (265 lbs)

Quando não há disputa de titulo, é permitido uma libra de tolerância.

### Regras básicas
Os lutadores se enfrentam num ringue circular com 3 rounds de 5 minutos, em caso de decisão de título e luta principal com 5 rounds de 5 minutos.
Os resultados das lutas se definem com:
- Desqualificação - Acontece quando um dos lutadores aplica de forma intencional algum golpe ilegal (como cabeçadas, golpes na região genital, golpes na região anterior à cabeça, entre outros) ou realiza algum movimento proibido de acordo com as regras (segurar nas grades seguidamente, por exemplo). Caso o combate não possa prosseguir, ou o lutador insista em não obedecer às regras, ele será desclassificado.
- Finalização - Ocorre quando um lutador recebe uma técnica característica da luta agarrada, tais como chaves e estrangulamentos, e demonstra clara desistência, através de batidas no chão do ringue (com os pés ou mãos) ou verbalmente. No caso de estrangulamentos, caso o lutador não desista, ele pode desmaiar. Se isso acontecer, o arbitro irá intervir, e será decretada a finalização da mesma forma.
- Nocaute - Ocorre quando um lutador recebe um golpe legal e fica inconsciente.
- Nocaute Técnico - Pode ocorrer de diversas formas:

Decisão médica - Ocorre quando o médico julga que o lutador não pode continuar no combate, devido a um corte ou lesão. Portanto, o médico pode encerrar o combate se julgar que a integridade física do lutador estará ameaçada caso continue. Esta decisão não depende do lutador, portanto, por mais que ele queira continuar, se o médico determinar o fim do combate, será a decisão final.
Interrupção do árbitro - Neste caso, o árbitro do ringue encerra a luta por achar que um lutador não está mais se defendendo ou esboçando qualquer reação.
Lesão - Neste caso, o próprio lutador manifesta desistência, ou o árbitro do ringue encerra a luta, sem necessidade de consulta ao médico. Ocorre em casos de lesões mais visíveis, como fraturas ou graves torções.
- Decisão do júri - Ao término dos 3 ou 5 rounds, 3 juízes decidirão quem é o vencedor. Para isso, eles se utilizam de diversos critérios: agressividade, contundência em pé, domínio no chão, trocações efetivas, agarramentos efetivos, controle da área do ringue e de luta, defesa,etc. No caso de empate, não é necessário apenas que os pontos dos lutadores sejam iguais. No entanto, em um empate por unanimidade ou divisão, cada lutador faz pontuações iguais em número de decisões dos três juízes (0 ou 1, respectivamente). A luta também pode acabar em uma decisão técnica, submissão técnica, desqualificação, empate técnico,  no contest. Os dois últimos resultados não têm vencedores.

O sistema de pontuação (em 10) está em vigor para todos as lutas no Bellator. Três juízes indicam a pontuação de cada round, com o vencedor de cada round recebendo 10 pontos, enquanto o perdedor recebe 9 pontos ou menos. A única maneira que um round empatar é se o lutador que ganhou a rodada tem um ponto deduzido por uma falta. Round pontuados em 10-8 e 10-7 são tipicamente marcados quando um lutador ganha um round de forma dominante.

### Regras dos torneios
Durante o torneio Bellator (já extinto), as regras eram um pouco diferentes das lutas não válidas pelo torneio. Cotoveladas eram ilegais nos combates de quartas e semifinal, devido à alta probabilidade de ocorrência de um corte. Cotoveladas eram legais na final. A luta final do torneio era de três rounds de cinco minutos, uma vez que não era uma luta pelo título.

## Mídia

### Vídeo game
- Bellator: MMA Onslaught (PlayStation 3 e Xbox 360)

## Principais Lutadores
- Eduardo Dantas
- Michael Chandler
- Daniel Straus
- Rafael Carvalho
- Ryan Bader
- Andrey Koreshkov
- Liam McGeary
- Patrício Freire
- Patricky Freire
- Daniel Weichel
- Ben Henderson
- Rory MacDonald
- Gegard Mousasi
- Cris Cyborg
- Aaron Pico
- Juan Archuleta
- Phil Davis
- Pat Curran
- Corey Anderson
- Douglas Lima
- Michael Page
- Quinton Jackson
- Matt Mitrione
- Vadim Nemkov
- Cat Zingano
- Linton Vassell
- Alexander Shlemenko
- Tito Ortiz
- Chael Sonnen
- Marloes Coenen
- Darrion Caldwell
- Bobby Lashley
- Fedor Emelianenko
- A.J.Mckee
- André Fialho
- Julia Budd
- Wanderlei Silva
- Frank Mir
- Muhammed Lawal
- Goiti Yamauchi
- Lyoto Machida